# Sullom Voe

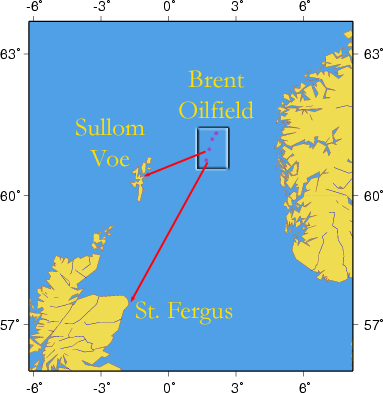
Sullom Voe und das Brent-Ölfeld

Sullom Voe auf Mainland, Shetlandinseln ist das größte europäische Öl-Terminal.

## Nutzung im Zweiten Weltkrieg
Die Bucht war während des Zweiten Weltkriegs eine wichtige Basis für Flugboote der Royal Air Force. Sie wurde gemeinsam mit der Norwegischen Luftwaffe genutzt. Die Flugboote wurden zur Seeaufklärung eingesetzt. In der Nähe befand sich ein weiterer Flugplatz, der Scatsta Airport, der jedoch eine aktivere Rolle bei maritimen Operationen spielte. Die Station wurde Ende 1939 eröffnet und die Bucht bot Liegeplätze für 22 Flugzeuge. Im Laufe des Krieges wurden dort Flugboote vom Typ Short Sunderland und Catalina eingesetzt. Sie führten Langstreckenpatrouillen durch und griffen feindliche Schiffe und U-Boote an. Bei einer dieser Missionen konnte das U-Boot U-361 versenkt werden. Die ersten Norweger, die im Juni 1940 vor den Deutschen geflohen waren, kamen in Heinkel 115-Wasserflugzeugen des norwegischen Marineflugdienstes an. Anschließend wurden diese Flugzeuge für geheime Operationen eingesetzt. Nach dem Krieg wurde die Station zunächst noch für Pflege- und Wartungsarbeiten genutzt und es gab auch kleinere NATO-Übungen. In den 1950er Jahren wurde sie stillgelegt und die Anlagen, darunter eine provisorische Beton-Start- und Landebahn, verrotteten.

## Geschichte
Im Jahr 1969 wurden im Seegebiet zwischen Norwegen und Schottland die ersten Ölvorkommen entdeckt. Für ein geplantes Ölterminal wurde Sullom Voe sehr schnell interessant. Die nahe gelegene Betonpiste aus dem Zweiten Weltkrieg wurde als Scatsta Airport reaktiviert, um Versorgungsflüge für die Ölplattformen zu ermöglichen.
Der Ölkomplexes wird im Auftrag von neunzehn Unternehmen durch EnQuest betrieben, Die Unternehmen verfügen jeweils über Eigentumsanteile am Terminal. Es wurde zwischen 1975 und 1981 gebaut und umfasst 1.000 Acres. Als eine der größten Anlagen dieser Art in Europa wickelte Sullom Voe Ende der 1990er Jahre mehr als ein Viertel der Erdölproduktion des Vereinigten Königreichs ab. Neben dem Terminal wurden Hafen- und Lagereinrichtungen, ein Kraftwerk und eine Verarbeitungsanlage zur Trennung von Gas und Rohöl errichtet. Am 9. Mai 1981 wurde das Terminal von Königin Elizabeth II., in Anwesenheit von König Olav V. von Norwegen und Prinz Philip, Herzog von Edinburgh, offiziell eröffnet.
Seit 1991 wird sämtliches Öl der Ölfelder Ninian und Brent ausschließlich über Unterwasserpipelines nach Sullom Voe gepumpt, so dass auf dem offenen Meer keine Tanker mehr beladen werden. Vorher waren auch Umfüllplattformen wie die Brent Spar im Einsatz, von denen aus Tanker direkt im Ölfeld befüllt wurden. Das Terminal befindet sich am nördlichen Ende der größten der Shetlandinseln. Die Einrichtung bildet einen Puffer zwischen den produzierenden Offshorefeldern und den Tankschiffen, die das Öl weltweit zu Erdölraffinerien transportieren. Das Terminal kann auch bei schlechtem Wetter betrieben werden. Das Rohöl wird von Wasser- und Gasanteilen getrennt in Tanks zwischengelagert. Das anfallende Gas wird im nahegelegenen Kraftwerk genutzt.

## Braer-Tankerunglück
In der Nacht vom 4. zum 5. Januar 1993 lief der Tanker Braer vor der Steilküste in der Nähe von Sumburgh bei Sturm und nach Maschinenschaden auf Grund und zerbrach. Bei diesem Unglück zeigte sich die Wirkungslosigkeit der Mittel zur Ölunfallbekämpfung, die im Ölterminal bevorratet wurden. Sie waren nicht für den Einsatz in offenen Küstengewässern geeignet, da sie ursprünglich nur für den Einsatz in der Terminalanlage selbst bestimmt waren. Eine Katastrophe wurde nur dadurch verhindert, dass das Öl durch den Sturm buchstäblich in alle Winde verweht wurde. Dieser Vorfall löste Diskussionen über den Schutz der Shetlandinseln aus.